# Día de la Visibilidad Lésbica en Chile
El Día de la Visibilidad Lésbica en Chile se conmemora cada 9 de julio en recuerdo del asesinato de Mónica Briones, considerado el primer caso documentado de un crimen de odio lesbofóbico en Chile.

## Historia
Si bien en España y en distintos países de Latinoamérica, el Día de la Visibilidad Lésbica se celebra cada 26 de abril, en Chile la efeméride recuerda el asesinato de la pintora y escultora Mónica Briones en 1984.
La investigación judicial duró once años hasta que los entonces juzgados del crimen declararon en 1995 que “no existen indicios suficientes para acusar a determinada persona como autor, cómplice o encubridor”.
En 2008, la activista lesbofeminista Érika Montecinos publicó en la desaparecida revista Rompiendo el Silencio el primer reportaje público sobre la historia de Briones, visibilizando un caso que hasta entonces permanecía desconocido.
En 2015, una serie de organizaciones sociales lideradas por la propia Montecinos impulsaron la creación del Día de la Visibilidad Lésbica en memoria de Mónica Briones "y por el derecho de todas las mujeres lesbianas a vivir su afectividad libres de violencia"
Con motivo de la edición 2023 de la efeméride, la ministra de la Mujer y la Equidad de Género, Antonia Orellana, declaró:
Visibilizar estas fechas importantes para la comunidad, una fecha que además nos recuerda el crimen de odio contra Mónica Briones, es importante para hacerles sentir que, efectivamente, tienen una institución que piensa en ellas, que las representa y que vela por que sus voces sean escuchadas y sus derechos, respetados